# Sirhan Sirhan
Sirhan Bishara Sirhan (in arabo سرحان بشارة سرحان‎?; Gerusalemme, 19 marzo 1944) è un criminale giordano di origine palestinese, noto per aver ucciso, poco dopo la mezzanotte del 5 giugno 1968 a Los Angeles, il senatore Robert F. Kennedy.
Inizialmente condannato a morte, nel 1972 la pena fu commutata in ergastolo dopo l'abolizione della pena capitale da parte dello Stato della California (la pena fu reintrodotta poco dopo).

## Biografia

### L'assassinio di Robert Kennedy

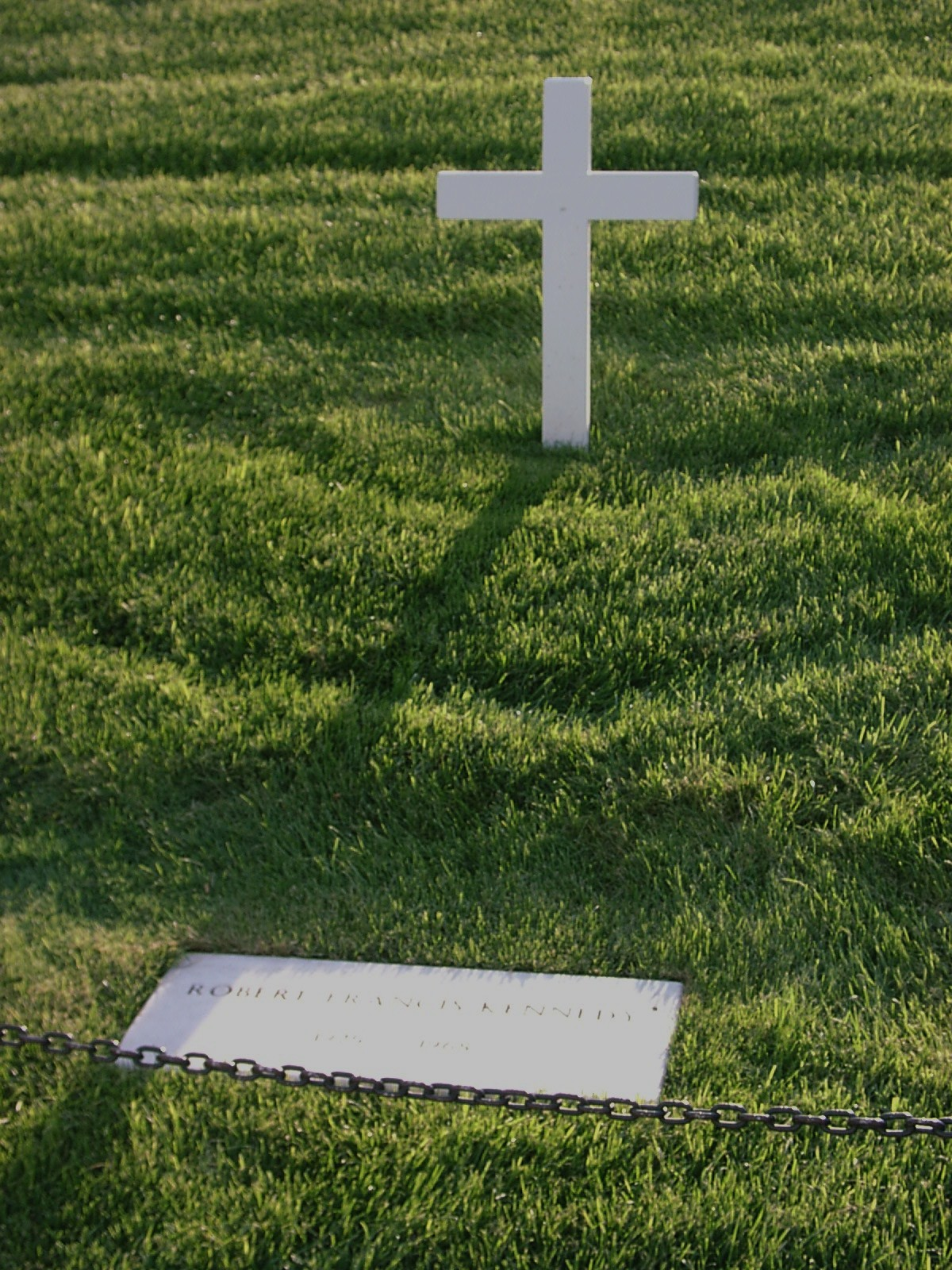
La tomba di RFK al cimitero nazionale di Arlington

Nato a Gerusalemme da famiglia palestinese cristiana, Sirhan sparò otto colpi di calibro 22, visto da svariate persone, dalla dispensa della cucina dell'Hotel Ambassador di Los Angeles, dopo che il senatore aveva appena finito di parlare ai propri sostenitori nel salone principale dell'hotel, colpendolo presumibilmente tre volte, mentre una quarta pallottola ne sfiorò la giacca.

### Motivazioni addotte da Sirhan Sirhan
Sirhan Sirhan dichiarò che il motivo delle sue azioni era il conflitto in Vicino Oriente. Dopo il suo arresto, Sirhan disse, "Posso spiegarvelo. L'ho fatto per il mio Paese". Sirhan si era sentito tradito dal sostegno di Kennedy a Israele nella guerra del giugno 1967. La guerra era cominciata un anno e un giorno prima dell'attentato. L'uccisione avvenne quindi praticamente nell'anniversario dell'inizio della guerra dei sei giorni.
Durante una ricerca nell'appartamento di Sirhan, avvenuta dopo il suo arresto, fu trovato un quaderno-diario giornaliero che registrava come la sua ira si fosse gradualmente fissata su Robert Kennedy, che aveva promesso di inviare 50 aerei da combattimento a Israele se fosse stato eletto presidente. Nella pagina del diario di Sirhan del 18 maggio 1968, si legge: "La mia determinazione di eliminare R.F.K. sta diventando sempre di più una ossessione che non posso allontanare... Kennedy deve morire prima del 5 giugno". Si trovarono altri quaderni e parti del diario che contenevano il suo crescente astio verso i sionisti, particolarmente verso Kennedy; i suoi diari contenevano anche scritte senza senso, ripetitive, che si pensa siano la sua versione della "scrittura libera".
Il giorno dopo, il 6 giugno, il Los Angeles Times pubblicò un articolo che discuteva le motivazioni di Sirhan, confermato da ciò che Sirhan scriveva a sé stesso. Jerry Cohen, autore dell'articolo, dichiarò
All'analisi del giornalista si contrappose quella di M.T. Mehdi, allora segretario generale dell'Action Committee on American-Arab Relations, che sostenne come Sirhan avesse agito in uno stato di giustificabile auto-difesa, affermando che "Sirhan difendeva se stesso da quei 50 jet Phantom che Kennedy aveva inviato a Israele". Mehdi scrisse un libretto di 100 pagine sull'argomento, dal titolo Kennedy and Sirhan: Why?.
Più tardi, in prigione, Sirhan sostenne che il suo movente era stata la rabbia, alimentata da alcolici. Un'intervista a Sirhan del 1980 rivelò nuovi elementi quali una combinazione di alcol e furore per l'anniversario della guerra arabo-israeliana del 1967 che avrebbero condizionato i suoi atti nella notte dell'assassinio di Robert Francis Kennedy. "Dovete ricordare le circostanze di quella notte, 5 giugno. Ciò fu quello che mi provocò", disse Sirhan, in una registrazione d'una intervista con Mehdi, allora Presidente della branca newyorkese dell'American-Arab Relations Committee.
Una delle teorie più interessanti, ma per ovvi motivi più difficili da dimostrare, è quella di un possibile "lavaggio del cervello". Il 30 giugno 2003 l'avvocato Lawrence Teeter, in un tentativo di garantire a Sirhan un nuovo processo, affermò che questi era stato "programmato" per uccidere Kennedy, che egli non avrebbe potuto colpire il senatore da dove si trovava e che una serie di misure illegali e persecutorie contro i suoi avvocati erano state messe in atto per impedir loro di far emergere la verità. L'istanza fu respinta.

### Condanna e incarcerazione
Il 17 aprile 1969 Sirhan fu condannato alla camera a gas, ma tre anni dopo la pena fu commutata in ergastolo. Nel 1971 Sirhan fu rinchiuso nel carcere di San Quintino. Fu poi trasferito nel carcere californiano di Soledad, ove rimase confinato fino al 1992. Dal 1992 al 2009 fu recluso nella prigione di stato californiana a Corcoran. Nell'ottobre 2009, per evidenti motivi riguardanti la sua sicurezza, fu trasferito nella prigione di Pleasant Valley, a Coalinga, sempre in California. Successivamente fu nuovamente trasferito a Corcoran. Di qui, il 2 novembre 2013, fu trasferito nella Richard J. Donovan Correctional Facility, vicino a San Diego. 
Quest'ultimo trasferimento ebbe luogo nel 50º anniversario dell'assassinio del presidente J.F. Kennedy, ma un portavoce del Dipartimento carcerario della California disse che il trasferimento "…era un routinario alternarsi delle carcerazioni" e che la data era "una semplice coincidenza". Il 30 agosto 2019 è stato attaccato e ferito mentre era in prigione, portato in ospedale, e le sue condizioni dichiarate stabili. 
Nel corso degli anni Sirhan ha chiesto per 15 volte la libertà condizionata, sempre negata. L'ultima richiesta di scarcerazione al tribunale competente è stata inoltrata nell'agosto del 2021 ed è stata accolta. Il governatore della California, Gavin Newsom, che non ha mai nascosto di essere un grande ammiratore della figura di Bob Kennedy (definendolo il suo "eroe politico"), ha, tuttavia, negato la concessione della libertà vigilata,  motivando così, in una nota del gennaio 2022, la sua decisione: "Dopo decenni di reclusione il detenuto ha fallito nell’affrontare le mancanze che lo hanno portato ad assassinare il senatore Kennedy. Al signor Sirhan manca quel discernimento che potrebbe evitargli di compiere lo stesso tipo di azioni pericolose del passato".

## Teorie alternative
Come in altri casi di grande impatto mediatico, l'omicidio di Robert Kennedy generò varie ipotesi alternative. La misteriosa distruzione di migliaia di foto e reperti contribuì naturalmente al loro prosperare, così come la registrazione audio di un reporter polacco analizzata successivamente con le tecnologie forensi più moderne rivelò il reale numero di colpi sparati: non otto, ovvero il numero di colpi contenuti nel revolver di Sirhan, un modello economico, inaffidabile e spesso impreciso, ma tredici. Nella registrazione inoltre sono individuati due colpi sparati a 120ms l'uno dall'altro, tempo impossibile col revolver di Sirhan (il cui intervallo di tempo minimo fra un colpo e l'altro è di 360ms).